# Лоуренс, Дэвид Герберт
Дэ́вид Ге́рберт Ло́уренс (Ло́ренс; англ. David Herbert Lawrence; 11 сентября 1885, Иствуд, графство Ноттингемшир — 2 марта 1930, Ванс) — один из ключевых английских писателей начала XX века. В психологических романах «Сыновья и любовники» (1913), «Радуга» (1915), «Влюблённые женщины» (1920) призывал современников открыть себя инстинктивному восприятию природы и эмоциональности. Зрелость и мудрость, по Лоренсу, означают отказ от столь характерного для XIX века рационализма.
Помимо романов, Лоренс также писал эссе, стихи, пьесы, записки о своих путешествиях и рассказы. Некоторые книги Лоренса, включая роман «Любовник леди Чаттерлей», были долгое время запрещены к публикации по причине «непристойности». Главный мотив поэтического творчества Лоренса — отказ от дегуманизирующего влияния индустриального общества и возвращение к естественности и спонтанности жизни.

## Биография
Дэвид Герберт Лоренс был четвёртым ребёнком в семье малограмотного шахтёра Артура Лоуренса и бывшей школьной учительницы Лидии Лоуренс. Натянутые отношения между родителями легли в основу многих его ранних работ. В 1898 году Лоренс получил стипендию в Ноттингемскую высшую школу, а в 1906 году завершил своё образование на педагогическом факультете Ноттингемского университета. Преподавал в начальной школе Кройдона, где и начал писать стихи и рассказы. В 1907 году выиграл конкурс рассказов газеты «Nottingham Guardian».
Отношение публики и к самому Лоуренсу, и к его романам в разные периоды истории менялось от презрения до восхищения. В 1915 году корнуэлльский магистрат распорядился уничтожить все экземпляры его романа «Радуга» в соответствии с «Законом о непристойных публикациях». После Второй мировой войны Лоуренс, наоборот, стал героем английской культуры. Его первый роман «Белый павлин» (англ. The White Peacock) опубликован в 1911 году, несколько недель спустя после смерти его матери, когда он серьёзно заболел. Лоуренс оставил преподавание и написал «Нарушитель границ» (англ. The Trespasser, 1912). За ним последовал роман «Сыновья и любовники» (англ. Sons and Lovers, 1913) — его первая серьёзная работа, являвшаяся полуавтобиографическим отчётом о юности и двусмысленных отношениях с родителями.
В январе 1912 года Лоуренс встретил Фриду фон Рихтхофен (Frieda von Richthofen) — жену своего бывшего преподавателя и мать троих детей. Они сразу же полюбили друг друга и в мае вместе уехали в Германию. После двухлетнего путешествия по Германии и Италии они вернулись в Англию и поженились в июле 1914 года. С самого начала это был бурный брак, и он вдохновил Лоуренса на написание сборника стихов «Смотри! Мы справились!» (англ. Look! We Have Come Through, 1917).
Лоуренс пробовал свои силы как поэт с самой юности. Начинал он с вполне традиционных «георгианских» стихов, но его творческий поиск привел к тому, что он разработал собственную, неповторимую поэтику, близкую к той, что использовали поэты из группы имажистов. Лоуренс печатался в антологиях поэтов-имажистов. Яркая, чувственная поэзия Лоуренса далеко не сразу завоевала признание читателей и критиков. При его жизни его поэзию ценили лишь специалисты. Однако сейчас Лоуренс считается одним из признанных классиков поэзии двадцатого века. В 1914 году познакомился с переводчиком С. С. Котелянским, который привлёк Лоуренса к совместной работе над переводами русской литературы. Эта работа переросла в дружбу и сохранившаяся переписка с Котелянским представляет собой самую обширную часть эпистолярного наследия Лоуренса вне адресатов собственной семьи.
Ещё за границей Лоренс начал работать над объёмным проектом «Сёстры». Со временем этот проект включил в себя два его самых знаменитых романа: «Радуга» (англ. The Rainbow, опубликован в сентябре 1915 года, но запрещён в ноябре) и «Влюбленные женщины» (англ. Women in Love, завершён в 1917 году, но издан частным образом только в 1920 году в Нью-Йорке). Разочарованный Англией и английским обществом, не принявшими его творчество, Лоренс в 1919 году вместе с Фридой навсегда покинул родину. «Пропавшая девушка» (англ. The Lost Girl, 1920) принесла ему премию имени Джэймса Тайта Блэка; за ней последовала «Флейта Аарона» (англ. Aaron’s Rod, 1922). После длительных путешествий Лоренс опубликовал четыре описания своих странствий, «Кенгуру» (англ. Kangaroo, 1923), роман, написанный в Австралии, и литературно-критический труд «Классическая американская литература» (англ. Studies in Classic American Literature).

### Последние годы жизни

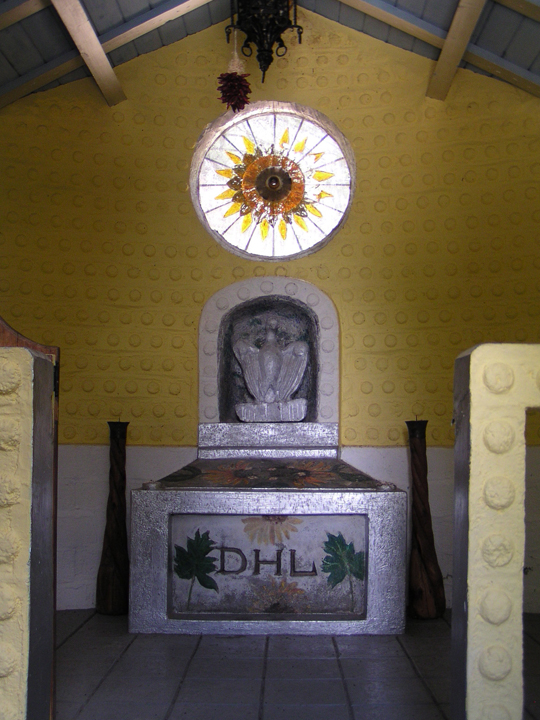
Надгробие Лоренса в Таосе (Нью-Мексико, США)

Во время своего пребывания на Вилле Миренда (ит.) во Флоренции в 1928 году он написал и опубликовал свой последний роман «Любовник леди Чаттерлей» (англ. Lady Chatterley’s Lover). В Великобритании роман был опубликован лишь в 1960 году. Он находился под запретом из-за использованной в тексте ненормативной лексики, откровенных сексуальных сцен, а также непристойности сюжетной линии: любовной связи парня из рабочего класса и аристократки.
Слабое здоровье Лоренса резко пошатнулось в 1930 году. В последние месяцы своей жизни он много писал стихи, статьи и эссе. После лечения в санатории, в марте 1930 года он умер от туберкулёза в Вансе, во Франции. После его смерти Фрида вышла замуж за Анжело Равальи (Angelo Ravagli). После того как они перебрались на ранчо в Таос, новый муж Фриды перевёз прах Лоренса для захоронения в небольшой часовне в горах Нью-Мексико.
В 1985 году британские кинематографисты выпустили телевизионный фильм «Coming Through» («Преодоление»), посвященный истории взаимоотношений Д. Г. Лоренса и Фриды фон Рихтхофен, снятый режиссёром Питером Барбер-Флемингом (Peter Barber-Fleming) по сценарию Алана Плэйтера. Роль Лоренса в фильме исполнил Кеннет Брана.

## Список произведений

### Романы
- «Белый павлин», The White Peacock — 1911
- «Нарушитель», The Trespasser — 1912
- «Сыновья и любовники», Sons and Lovers — 1913, (рус.пер. Раисы Облонской)
- «Радуга», The Rainbow — 1915, (рус.пер. Елены Осеневой)
- «Влюблённые женщины», Women in Love — 1920, (рус.пер. Валерии Бернацкой); «Женщины в любви» (рус.пер. Е.П. Колтуковой)
- «Пропавшая девушка», The Lost Girl — 1920
- «Флейта Аарона», Aaron’s Rod — 1922
- «Кенгуру», Kangaroo — 1923
- «Джек в Австралии», The Boy in the Bush — 1924
- «Пернатый змей», The Plumed Serpent — 1926, (рус.пер. Г. Минушина)
- «Любовник леди Чаттерлей», Lady Chatterley’s Lover — 1928, (рус.пер. Татьяны Лещенко-Сухомлиной)
- The Escaped Cock (позднее опубликована под наименованием The Man Who Died) — 1929
- «Дева и цыган», The Virgin and the Gypsy — 1926, впервые опубликована в 1930, (рус.пер. И. Багрова)

### Сборники рассказов
- «Прусский офицер», The Prussian Officer and Other Stories — 1914
- «Англия, моя Англия», England, My England and Other Stories — 1922
- «Сент-Мор», St Mawr and other stories — 1925, (рус.пер. Марины Литвиновой и Татьяны Шабаевой)
- «Победитель на деревянной лошадке», The Rocking-Horse Winner — 1926

### Путевые заметки
- «Сумерки Италии», Twilight in Italy and Other Essays — 1916, (рус.пер. Аллы Николаевской)
- «Утро в Мексике», Mornings in Mexico — 1927, (рус.пер. Аллы Николаевской)

### Эссе
- «Апокалипсис», Apocalypse — 1931, (рус.пер. Алексея Надежкина)
- «По следам этрусков», Sketches of Etruscan Places and other Italian essays — 1932, (рус.пер. Аллы Николаевской)